# Shallon Olsen
Shallon Olsen (Vancouver, Canadá, 10 de julio de 2000) es una gimnasta artística canadiense, subcampeona mundial en 2018 en el ejercicio de salto.

## Carrera deportiva
En el Mundial de 2018 celebrado en Doha consiguió la medalla de plata en el ejercicio de salto, quedando en el podio tras la estadounidense Simone Biles y por delante de la mexicana Alexa Moreno.